# Thomas Greaves
Thomas Greaves (fl. 1604) è stato un liutista e compositore inglese.

## Biografia
Quasi nulla si conosce sulla sua vita se non che fu liutista presso Sir Henry Pierrepont. Pubblicò a Londra nel 1604 Songes of sundrie kinds. La collezione conteneva quattro madrigali tre dei quali, Come away, sweet love, Lady, the melting crystal of thine eyes e Sweet nymphs, sono stati ripubblicati nel XIX secolo (1843 and 1857), con accompagnamento di pianoforte da G. W. Budd.